# Dicerca punctulata
Dicerca punctulata – gatunek chrząszcza z rodziny bogatkowatych i podrodziny Chrysochroinae.
Gatunek ten został opisany w 1817 roku przez Carla Johana Schönherra jako Buprestis punctulata.
Chrząszcz o umiarkowanie wypukłym ciele długości od 9 do 14,8 mm u samców i od 9,6 do 14,7 mm u samic. Ubarwienie ciała może mieć od miedzianego po prawie czarne. Czułki ma o drugim członie znacznie krótszym od trzeciego. Głowę ma spłaszczoną, grubo punktowaną, z jedną wyniosłością poprzeczną na czole i dwoma podłużnymi na ciemieniu. Przedplecze ma krawędzie boczne rozszerzone słabo lub wcale. Pokrywy są krótko owłosione z łysymi, niewyraźnymi wyniosłościami; wierzchołki mają całobrzegie i słabo wystające. Samce bez zęba na goleniach odnóży środkowej pary. Samice charakteryzuje całobrzegi ostatni z widocznych sternitów odwłoka.
Owad podawany z Kanady (Ontario) i Stanów Zjednoczonych (Alabama, Dystrykt Kolumbii, Floryda, Georgia, Indiana, Iowa, Luizjana, Karolina Południowa, Karolina Północna, Maryland, Massachusetts, Michigan, Missisipi, New Hampshire, New Jersey, Nowy Jork, Ohio, Pensylwania, Rhode Island, Teksas, Wirginia, Wisconsin). Larwy rozwijają się w sosnach.